# 徐牧
徐牧（？—？），字舜咨，號吉谦，山东济南府滨州霑化縣人。

## 生平
万历二十五年（1597年）丁酉科山东乡试第四十六名举人，萬曆四十一年（1613年）癸丑科進士，先任夏邑县知县，以四十四年调繁入嵩县，公沉毅饶方略，诸所沿革，务约己裕民，不避劳怨，亦不畏强御，详载德政录中，今拟升同知。因治矿有功，随计吏回京候升，后任顺天府教授、国子监博士。